# Megion
Megion è una cittadina della Russia siberiana occidentale, situata nel Circondario Autonomo degli Chanty-Mansi; si trova sulla sponda destra dell'Ob', ad una trentina di chilometri di distanza da Nižnevartovsk.
Fondata nel 1810, si sviluppò in maniera vorticosa dal 1961 in poi, in seguito alla scoperta di consistenti giacimenti di petrolio.